# Machimus portosanctanus
Machimus portosanctanus är en tvåvingeart som beskrevs av Cockerell 1921. Machimus portosanctanus ingår i släktet Machimus och familjen rovflugor.
Artens utbredningsområde är Madeira. Inga underarter finns listade i Catalogue of Life.